# Canton (Texas)
Pour les articles homonymes, voir Canton (homonymie).
La ville de Canton est le siège du comté de Van Zandt, dans l’État du Texas, aux États-Unis. Sa population s’élevait à 3 581 habitants lors du recensement de 2010, estimée à 3 836 habitants en 2016.

## Source
- (en) Cet article est partiellement ou en totalité issu de l’article de Wikipédia en anglais intitulé « Canton, Texas » (voir la liste des auteurs).